# Сериков, Сайлау Досумович
Сайлау Досумович Сериков (24 декабря 1940 года — 20 ноября 1991 года) — заместитель министра внутренних дел Казахской ССР, полковник милиции.

## Биография
Родился 24 декабря 1940 года в селе Ключи Карасуского района Кустанайской области, в многодетной семье. Его отец- Досум Сериков- участник Великой Отечественной Войны 1941-1945г. умер от обострения полученных ранений в 1953г. после чего- мать Нуржамал Серикова- воспитывает детей одна. В 1959 г. по окончании средней школы С.Д.Сериков был призван на действительную срочную военную службу. После демобилизации поступил на юридический факультет Казахского государственного университета им. С.М. Кирова. По окончании университета С.Д. Сериков был переведен в аппарат городского управления внутренних дел. В 1964 году по рекомендации райкома комсомола был принят на службу в дивизион милиции отдела охраны Фрунзенского РОВД г. Алма-Аты, где прошел путь от рядового милиционера до командира дивизиона.
В декабре 1970 года он был назначен заместителем начальника Ленинского РОВД города Алма-Аты, а в 1974 году возглавил этот райотдел. В 1977 году Сайлау Сериков был награжден орденом Трудового Красного Знамени. По окончании Академии МВД СССР в 1978 г, он работал заместителем начальника Управления уголовного розыска УВД г. Алма-Аты, затем начальником Фрунзенского РОВД, в 1982 году переведен зам.начальника УВД Алма-Атинского горисполкома, а спустя 2 года начальник Восточного УВД на транспорте. В 1985 году назначен на должность заместителя министра МВД Казахской ССР.

## Гибель
20 ноября 1991 года в 14:42 по местному времени в трёх километрах от села Каракенд Мартунинского района НКАО потерпел крушение вертолёт № 72 внутренних войск МВД СССР Ми-8, на борту которого находились высокопоставленные чиновники Азербайджана и наблюдатели от России и Казахстана. Вертолёт был сбит армянскими вооружёнными силами (позже власти Армении заявили, что это был несчастный случай). В числе погибших был и полковник Сайлау Досумович Сериков.
Похоронен на Центральном кладбище города Алма-Ата.
В целях увековечения памяти С. Д. Серикова одна из улиц Алма-Аты названа его именем. Его имя навечно занесено в Книгу почета МВД Республики Казахстан.